# Juan Gómez de Liaño
Juan Gerardo Sison Gómez de Liaño (Mandaluyong, 19 novembre 1999) è un cestista filippino con cittadinanza spagnola.

## Biografia
Gómez de Liaño nasce a Mandaluyong. È il terzo di sei figli, cinque dei quali tutti cestisti. 
Il fratello Javi gioca nella PBA per i Terrafirma Dyip mentre il fratello Joe fu selezionato come cinquantanovesima scelta assoluta dai Phoenix Super LPG Fuel Masters al draft PBA 2023.

## Carriera
Il 23 giugno 2021 firma il suo primo contratto da professionista con gli Earthfriends Tokyo Z, squadra militante nella B2 League, la seconda divisione del campionato di pallacanestro giapponese.
Nell'ottobre del 2022 firma con la squadra lituana BC Wolves.
Il 20 giugno 2023 firma un contratto triennale con la squadra sudcoreana Seoul SK Knights. Viene rilasciato dalla squadra nel maggio del 2025 dopo aver firmato il connazionale Arvin Tolentino.

### Nazionale
Con le Filippine gioca i Campionati asiatici under-16 del 2015.
Debutta con la nazionale maggiore nel 2022 alle qualificazioni ai Campionati asiatici del 2022.